# Lions Club

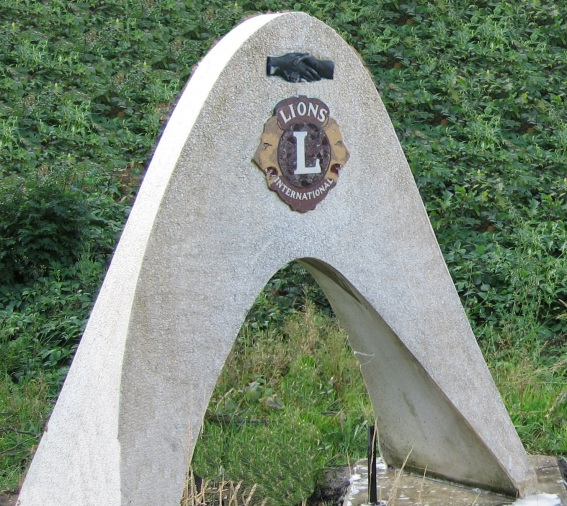

Een Lions Club (ook wel aan elkaar geschreven als lionsclub) is een charitatieve club waarvan de leden op vriendschappelijke basis samenwerken, dus zonder politieke, godsdienstige of beroepsmatige verbondenheid. Deze serviceclubs maken deel uit van de wereldwijde associatie Lions International. Op vrijwillige basis ontplooien de leden initiatieven voor een betere samenleving. Wereldwijd telt de organisatie bijna 1,35 miljoen leden, waarmee ze ’s werelds grootste serviceorganisatie is. 192 landen tellen tezamen ruim 46.000 clubs. Voor personen in de leeftijdscategorie van 20 tot 35 jaar zijn er de Leo Clubs.

## Ontstaan
De eerste serviceclubs werden rond 1900 in de Verenigde Staten opgericht door mannen die zich inzetten voor goed burgerschap. Dit waren veelal ‘businessman’s circles’. Het was Melvin Jones (Fort Thomas (Arizona), 13 januari 1879 - Flossmoor (Illinois), 1 juni 1961) die in 1917 in Dallas (Texas) een groot aantal van die kringen bundelde tot de Association of Lions Clubs vanuit het idee dat een grote groep invloedrijke zakenmannen een machtig potentieel kan vormen in het belang van een betere samenleving. Toen ook in Canada Lions Clubs werden opgericht, werd de naam veranderd in The International Association of Lions Clubs, tegenwoordig kortweg Lions International. Na de Eerste Wereldoorlog werden ook Lions Clubs buiten Noord-Amerika opgericht.

## Motto
Het internationale motto bij die activiteiten luidt “We serve”. Vanuit die gedachte dragen Lions oplossingen aan voor problemen in de samenleving. Het gaat dan bijvoorbeeld om het realiseren van medische voorzieningen voor blinden, het terugdringen van diabetes, of het ondersteunen van scholen en ziekenhuizen. Nederlandse Lions richten zich vaak op het creëren van sportmogelijkheden voor kansarme kinderen, het organiseren en begeleiden van vakanties voor zieken en gehandicapten, financiële ondersteuning van Cliniclowns, de Zonnebloem, Villa Pardoes, Ronald McDonaldhuizen, et cetera.

## Autonomie en samenstelling
Elke club opereert autonoom en bepaalt zelf hoe zij inhoud geeft aan de doelstellingen. Inbreng van (nieuwe) leden is daarbij essentieel omdat de synergie van gebundelde vaardigheden en inzet groter is dan de mogelijkheden van een enkel individueel lid. Nieuwe leden worden voorgedragen door minimaal twee reeds zittende leden. Het profiel van een club wordt mede bepaald doordat vaak niet meer dan twee leden uit eenzelfde beroepsgroep in een club mogen zitten.

## Nederlandse Lions Clubs
De eerste Nederlandse Lions Clubs waren Amsterdam 1 Host (1951), Den Haag 1 (1952), Rotterdam Host (1953) en Utrecht Host (1954). Nederland telt inmiddels zo’n 400 Lions Clubs met 11.500 leden, waarbij sinds de jaren 80 ook steeds meer vrouwen Lion worden. Om geld in te zamelen organiseren de Lions onder andere sportieve of culturele evenementen, bridgedrives, antiek- en curiosaveilingen, boekenmarkten en zeilwedstrijden die jaarlijks zo’n 7 miljoen euro opleveren. Daarnaast wordt er ook veel tijd en energie gestoken in immateriële dienstverlening.

## Leo Clubs
Zowel studenten als werkenden in de leeftijd van 20 tot 35 jaar kunnen zich verenigen in een Leo Club, waarbij Leo staat voor Leadership, Experience en Opportunity. Voor het organiseren van activiteiten worden binnen de Leo Club commissies gevormd met afzonderlijke taken. Jonge leden krijgen zo de kans om organisatietalent te ontwikkelen. Elke Leo Club wordt gesponsord door een of meer Lions Clubs, zonder er deel van uit te maken. De Nederlandse Leo Clubs maken deel uit van Lions Clubs International en zijn verenigd in de Vereniging Leo Clubs Nederland. Internationaal zijn er 5500 Leo Clubs met ongeveer 140.000 leden.

## Doelstellingen Lions Clubs International
Lions worden aangemoedigd dienstbaar te zijn aan de gemeenschap, zonder oogmerk van persoonlijke materiële voordelen. De internationale doelstellingen zijn:
- Lions streven naar een klimaat van onderling begrip tussen de volkeren van de wereld.
- Zowel privé als in beroep hanteren Lions hoge ethische en morele normen.
- Ze bevorderen zo mogelijk de beginselen van goed overheids-bestuur en burgerzin.
- Lions tonen actieve belangstelling voor het maatschappelijk, cultureel, sociaal en moreel welzijn van de gemeenschap.
- Lionsclubs werken aan de onderlinge verbondenheid in vriendschap, kameraadschap en wederzijds begrip.
- De clubs bieden een ontmoetingsplaats voor vrije gedachtewisseling over zaken van openbaar belang. Daarbij worden discussies over partijpolitieke en religieuze opvattingen bewust uitgesloten.